# Pet Sounds
Pet Sounds je jedanaesti studijski album američke rock grupe The Beach Boys, izdan 16. svibnja 1966. godine. U Ujedinjenom Kraljevstvu je bio ogromni komercijalni uspjeh dostižući 2. mjesto na "UK Top 40 Albums Chart" odmah nakon izlaska. Smatra se jednim od najboljih i najutjecajnijih albuma svih vremena te je dospio je na broj jedan izbora najboljih albuma svih vremena prema časopisima New Musical Express, The Times i Mojo Magazine, dok ga je časopis Rolling Stone uvrstio na 2. mjesto svog izbora 500 najboljih albuma svih vremena, a prema web stranici Acclaimedmusic to je najhvaljeniji album svih vremena.
Album je producirao i aranžirao Brian Wilson, koji je također i napisao većinu pjesama. Najviše snimanja je održao između siječnja i travnja 1966., godinu dana nakon što je prestao s turnejom s Beach Boys-ima kako bi se više posvetio pisanju i snimanju. Glazbeni smjer albuma je izazvao tenzije među članovima. Glavni singl s albuma, "Caroline, No" izdan je kao Wilsonov službeni prvi samostalni singl. Uslijedila su ga dva singla pripisana grupi: "Wouldn't It Be Nice" (B strana je "God Only Knows") i "Sloop John B".
Surađujući s tekstopiscem Tonyjem Asherom, Wilson je detaljno razradio vokalne harmonije zajedno sa simfonijskim aranžmanom. Album također sadrži razne instrumente poput čembala i teremina i zvučne efekte poput lajanja pasa i zvona na biciklu. Pet Sounds uglavnom sadrži Wilsonove introspektivne pjesme poput "You Still Believe Me", koja govori o vjernosti, "I Know There's an Answer", koja kritizira korisnike LSD-a i "I Just Wasn't Made for These Times", autobiografska izjava društvenog otuđenja. Snimanje je završeno 13. travnja 1966. Ukupna cijena produkcije je prešla cifru od 70.000 dolara (danas bi to bilo oko 510.000 dolara). Pet Sounds je trebao uslijediti album Smile, koji je ostao nedovršen sve do 2004. godine. 1997. godine izlazi album "The Pet Sounds Sessions", koji sadrži prvi stereo miks albuma.
Muzikolozi smatraju Pet Sounds ranijim konceptualnim albumom, koji je inkorporirao elemente jazza, popa, klasične i avangardne glazbe. Album je signalizirao estetski smjer rock glazbe; promijenio ju je iz "dance" glazbe u glazbu koja je napravljena da se sluša, time se album uzdiže na razinu "art rocka". 2004. godine, Kongresna Biblioteka stavlja Pet Sounds u National Recording Registry zbog toga što je "kulturno, povijesno, estetski značajan."

## Popis pjesama
1. "Wouldn't It Be Nice" (Wilson, Asher, Love)
2. "You Still Believe In Me" (Wilson, Asher)
3. "That's Not Me" (Wilson, Asher)
4. "Don’t Talk (Put Your Head On My Shoulder)" (Wilson, Asher)
5. "I'm Waiting For The Day" (Wilson, Love)
6. "Let's Go Away For Awhile" (Wilson)
7. "Sloop John B" (Wilson, Asher)
8. "God Only Knows" (Wilson, Asher)
9. "I Know There's An Answer" (Wilson, Terry Sachen, Love)
10. "Here Today" (Wilson, Asher)
11. "I Just Wasn't Made For These Times" (Wilson, Asher)
12. "Pet Sounds" (Wilson)
13. "Caroline No" (Wilson, Asher)

## Osoblje

#### The Beach Boys
- Al Jardine - pjevač, tamburin
- Bruce Johnston  pjevač
- Mike Love - pjevač
- Brian Wilson - pjevač, orgulje, klavir, zvučni efekti
- Carl Wilson - pjevač, gitara, gitara s dvanaest žica
- Dennis Wilson - pjevač, bubnjevi

#### Osoblje u produkciji
- Bruce Botnick - inženjer
- Chuck Britz - inženjer
- H. Bowen David - inženjer
- Larry Levine - inženjer

#### Gosti
- Tony Asher - klavir
- Terry Melcher - tamburin

#### Studijski glazbenici
- Arnold Belnick - violina
- Chuck Berghofer - kontrabas
- Hal Blaine - bongosi, bubnjevi, timpani
- Norman Botnick - viola
- Glen Campbell - gitara, gitara s dvanaest žica
- Frank Capp - zvona, glockenspiel, latinska perkusija, perkusija, timpani, vibrafon
- Al Casey - gitara
- Roy Caton - truba
- Jerry Cole - električna gitara, akustična gitara, mandolina
- Gary Coleman - bongosi, timpani
- Mike Deasy - gitara
- Al De Lory - čembalo, orgulje, klavir
- Joseph DiFiore - viola
- Justin DiTullio - violončelo
- Steve Douglas - klarinet, flauta, perkusija, tenor saksofon, saksofon
- Jesse Erlich - violončelo
- Carl Fortina - harmonika
- Ritchie Frost - bubnjevi, prazne limenke Coca-Cole, perkusija
- James Getzoff - violina
- Jim Gordon - bubnjevi, perkusija
- Bill Green - flauta, perkusija, saksofon, tenor saksofon
- Leonard Hartman - bas klarinet, klarinet, engleski rog
- Jim Horn - bariton saksofon, flauta, tenor saksofon, saksofon
- Paul Horn - tenor saksofon
- Harry Hyams - viola
- Jules Jacob - flauta
- Plas Johnson - flauta, perkusija, saksofon, tenor saksofon
- Carol Kaye - električni bas
- Barney Kessel - gitara, mandolina
- Bobby Klein - tenor saksofon
- Larry Knechtel - orgulje
- William Kurasch - violina
- Leonard Malarsky - violina
- Frank Marocco - harmonika
- Gail Martin - trombon
- Nick Martinis - bubnjevi
- Mike Melvoin - čembalo
- Jay Migliori - bariton saksofon, bas klarinet, klarinet, flauta, saksofon
- Tommy Morgan - usna harmonika
- Jack Nimitz - bariton saksofon
- Bill Pittman - gitara
- Ray Pohlman - bas, električni bas, mandolina, gitara
- Don Randi - klavir
- Alan Robinson - francuski rog
- Jerome Reisler - violina
- Lyle Ritz - kontrabas, ukulele
- Joseph Saxon - violončelo
- Ralph Schaeffer - violina
- Sid Sharp - violina
- Billy Strange - električna gitara, gitara, električna gitara s dvanaest žica
- Ron Swallow - tamburin (nepouzdano)
- Ernie Tack - bas trombon
- Paul Tanner - električni teremin
- Tommy Tedesco - akustična gitara
- Darrel Terwilliger - viola
- "Tony" - zvončići
- Jerry Williams - perkusija
- Julius Wechter - timpani, latinska perkusija, perkusija, vibrafon
- Tibor Zelig - violina

## Top ljestvice

### Albuma
| Godina | Ljestvica                      | Pozicija |
| ------ | ------------------------------ | -------- |
| 1966.  | Billboard 200                  | #10      |
| 1966.  | Britanska Top Ljestvica Albuma | #2       |
| 1972.  | Billboard 200                  | #50      |
| 1990.  | Billboard 200                  | #162     |
| 2001.  | Top Internet Albumi            | #24      |

### Singlova
| Godina | Singl                 | Ljestvica                        | Pozicija |
| ------ | --------------------- | -------------------------------- | -------- |
| 1966.  | "Caroline, No"        | Billboard Hot 100                | #32      |
| 1966.  | "Sloop John B"        | Britanska Top Ljestvica Singlova | #2       |
| 1966.  | "Sloop John B"        | Billboard Hot 100                | #3       |
| 1966.  | "God Only Knows"      | Billboard Hot 100                | #39      |
| 1966.  | "God Only Knows"      | Britanska Top Ljestvica Singlova | #2       |
| 1966.  | "Wouldn't It Be Nice" | Billboard Hot 100                | #8       |

## Vanjske poveznice
- petsounds.com  Arhivirana inačica izvorne stranice od 22. lipnja 2016. (Wayback Machine)
- Pet Sounds lyrics  Arhivirana inačica izvorne stranice od 4. travnja 2008. (Wayback Machine)